# ARM (motocicleta)

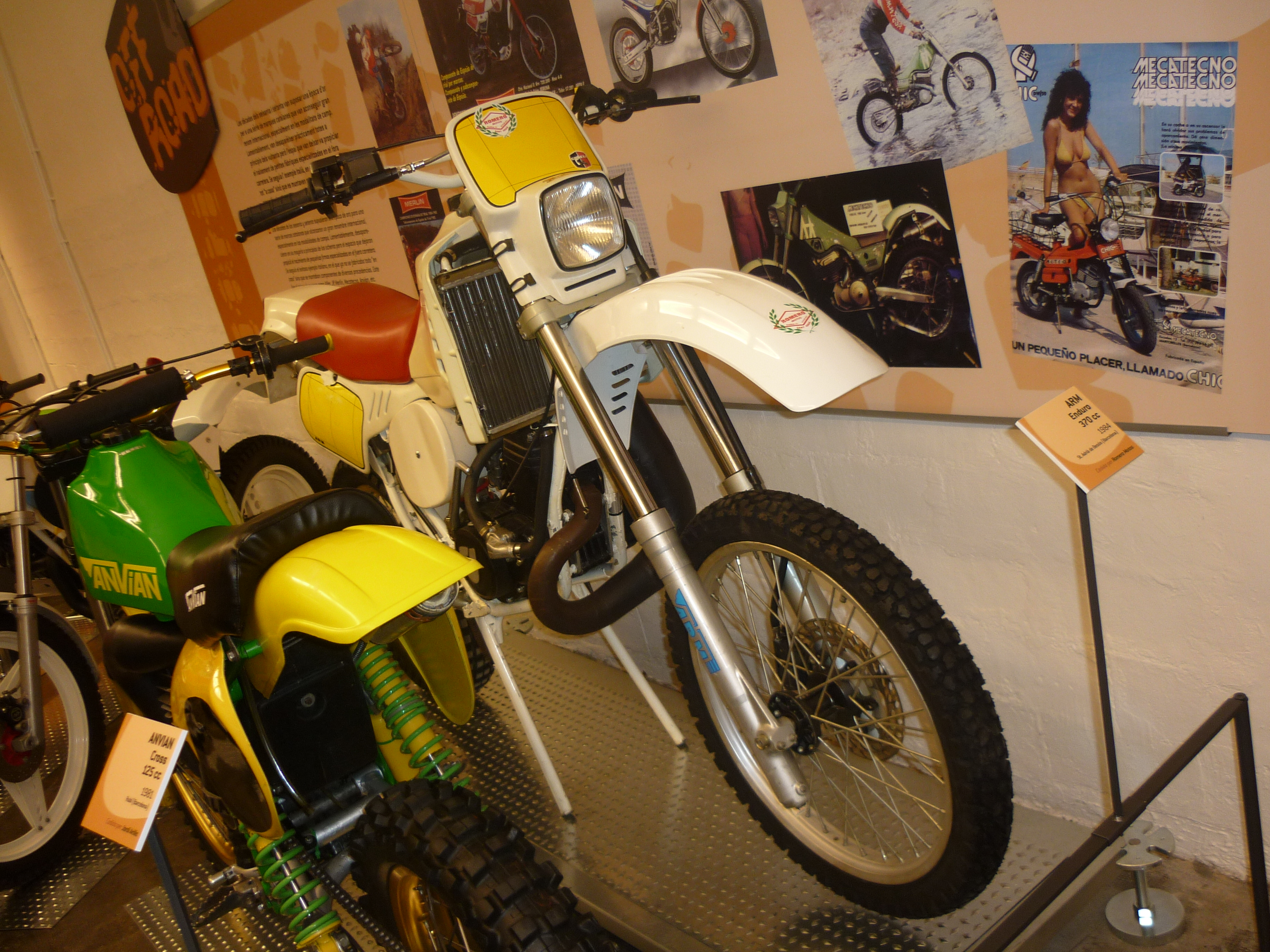
ARM Enduro 370cc de 1984

ARM (o A.R.M.) fou una marca catalana de motocicletes de motocròs, enduro i velocitat fabricades entre 1982 i 1989 a Sant Adrià de Besòs, Barcelonès, a les quals se'ls muntava motors Tau italians.
ARM era la successora d'Anvian, marca de motocicletes de motocròs que s'havia fabricat a Rubí entre 1980 i 1982 i fou fundada pels germans Jesús i Pedro Romero, actualment coneguts restauradors i fabricants de components per a motos clàssiques, especialment de la marca Bultaco.